# 1845
Промислова революція •  Національно-визвольні рухи • Робітничий рух •  Російська імперія

## Геополітична ситуація
У Росії править імператор Микола I (до 1855 року). Російській імперії належить більша частина України, значна частина Польщі, Грузія, Закавказзя, Фінляндія, Аляска, Волощина та Молдова. Україну розділено між двома державами — Королівство Галичини та Володимирії належить Австрії, Правобережжя, Лівобережжя та Крим — Російській імперії.
В Османській імперії править султан Абдул-Меджид I (до 1861 року). Під владою османів перебувають Близький Схід та Єгипет, Середземноморське узбережжя Північної Африки, Болгарія. Васалами османів є Сербія та Боснія.
Австрійську імперію очолює Фердинанд I (до 1848). Вона охоплює, крім власне австрійських земель, Угорщину з Хорватією, Трансильванію, Богемію, Північну Італію. Король Пруссії — Фрідріх-Вільгельм IV (до 1861 року). Королівство Баварія очолює Людвіг I (до 1848 року). Австрія, Пруссія, Баварія та інші німецькомовні держави об'єднані в Німецький союз.
У Франції королює Луї-Філіпп I (до 1848 року). Франція має колонії в Алжирі, Карибському басейні, Південній Америці та Індії. На троні Іспанії сидить Ізабелла II (до 1868 року). Королівству Іспанія належать частина островів Карибського басейну, Філіппіни. Королева Португалії — Марія II (до 1853 року). Португалія має володіння в Африці, Індії, Індійському океані й Індонезії.
У Великій Британії триває Вікторіанська епоха — править королева Вікторія (до 1901 року). Британія має колонії в Північній Америці, на Карибах та в Індії. Королівство Нідерланди очолює Віллем II (до 1849 року). Король Данії та Норвегії — Фредерік VII (до 1863 року), на шведському троні сидить Оскар I (до 1859 року). Італія розділена між Австрією та Королівством Обох Сицилій. Існує Папська держава з центром у Римі.
Бразильську імперію очолює Педру II (до 1889 року). Посаду президента США обіймає Джеймс Нокс Полк. Територія на півночі північноамериканського континенту, Провінції Канади, належить Великій Британії, територія на півдні та заході континенту належить Мексиці.
В Ірані при владі Каджари. Британська Ост-Індійська компанія захопила контроль майже над усім Індостаном. У Пенджабі існує Сикхська держава. У Бірмі править династія Конбаун, у В'єтнамі — династія Нгуєн. У Китаї володарює Династія Цін. У Японії триває період Едо.

## Події

### В Україні
- Засновано Кирило-Мефодіївське братство.
- У Києві завершилося будівництво університетської обсерваторії
- Тарас Шевченко написав «Заповіт».

### У світі
- 23 січня Конгрес США затвердив дату президентських виборів — перший вівторок після першого понеділка листопада.
- 28 лютого Конгрес США схвалив анексію Техасу.
- 3 березня Флорида увійшла до складу США 27-м штатом.
- 4 березня Джеймс Нокс Полк склав присягу й вступив на посаду президента США.
- 9 вересня в Ірландії почався Великий голод.
- 11 грудня почалася Перша англо-сикхська війна.
- 2 грудня президент США Джеймс Нокс Полк проголосив доктрину явного призначення, тобто агресивного просування на захід.
- 29 грудня Техас увійшов до складу США 28-м штатом.

### У суспільному житті
- У Техасі засновано Бейлорський університет.
- Засновано Військово-морську академію США (як морську школу).
- Почалася публікація Scientific American.

### У науці
- Майкл Фарадей відкрив явище обертання площини поляризації в магнітному полі. Див. Ефект Фарадея.
- 8 грудня Карл Людвиг Генке виявив п'ятий астероїд 5 Астрея. Це був перший астероїд відкритий за 38 років.
- Урбен Левер'є презентував у Французькій академії доповідь, в якій показав, що теорія не може пояснити траєкторію Урана, а отже існує важке тіло, що збурює її. Це було відкриттям Нептуна на кінчику пера.
- Христофор Бейс-Баллот експериментально підтвердив ефект Доплера для звукових хвиль.
- Засновано Німецьке фізичне товариство.

### У мистецтві
- Журнал Revue des Deux Mondes надрукував новелу Проспера Меріме «Кармен».
- Александр Дюма завершив публікацію «Графа Монте-Крісто», написав «Королеву Марго» та «Двадцять років по тому».
- Едгар Аллан По надрукував вірш «Ворон».
- Відбулася прем'єра опери Ріхарда Вагнера «Тангойзер».

## Народились
Див. також Категорія:Народились 1845
- 3 березня — Георг Фердинанд Кантор, німецький математик, основоположник теорії множин.
- 10 березня — Олександр III Романов, російський імператор (1881—1894).
- 27 березня — Вільгельм Конрад Рентген, німецький фізик-експериментатор.
- 12 травня — Ґабріель Форе, французький композитор.
- 15 травня — Ілля Ілліч Мечников, ембріолог, фізіолог і патолог, Нобелівський лауреат (1908).
- 16 серпня — Габрієль Ліппман, французький фізик; розробив метод кольорової фотографії (1891).
- 25 серпня — Людвіг II, король Баварії.
- 29 вересня — Іван Карпович Карпенко-Карий (Тобілевич), український драматург, актор, режисер, театральний діяч.

## Померли
Див. також Категорія:Померли 1845